# Filariasi
Le filariasi (o filariosi) sono un gruppo di elmintiasi che interessano sia l'uomo sia gli animali, causate da nematodi della famiglia delle Filariidae, detti comunemente "filarie".
Le filariasi che interessano l'uomo si possono distinguere secondo la localizzazione nell'organismo delle loro forme adulte:
- Filariasi cutanee: provocate da Loa loa (loiasi), da Onchocerca volvulus (oncocercosi) e da Mansonella streptocerca (mansonelliasi). Alcuni autori comprendono tra le filariasi cutanee anche la dracunculiasi.
- Filariasi linfatiche: provocate da Wuchereria bancrofti (filariasi di Bancroft), Brugia malayi e Brugia timori (filariasi brugiana).
- Filariasi delle cavità sierose: provocate da Mansonella perstans e da Mansonella ozzardi.

Altre filarie di interesse per lo più veterinario possono essere patogene per l'uomo occasionalmente e in modo incompleto, perché trovano nella nostra specie un mero ospite terminale. Tra queste si ricordano le dirofilariasi, date da Dirofilaria immitis (filariosi cardiaca del cane), Dirofilaria (Nochtiella) repens e Dirofilaria tenuis (filariosi cardiaca del procione).

## Ciclo vitale
Rispetto agli altri nematodi, il ciclo è dixeno e coinvolge un artropode (ospite intermedio) ed un vertebrato (ospite definitivo).
Il ciclo inizia dunque con l'immisione di larve L3 con il pasto di sangue del vettore: manterremo a questo riguardo una linea generale, perché filarie diverse utilizzano vettori diversi (zanzare, tafanidi, simulidi...). Al contrario della via normale di immissione dei parassiti, che raggiungono il derma assieme alla saliva dell'insetto, le filarie (pur localizzandosi nelle ghiandole salivari) migrano attivamente nella ferita causata dall'ematofago. A questo punto si sviluppano i vermi adulti che hanno un tropismo specifico per un certo organo bersaglio (v. sopra). Qua il nematode permane per tutta la sua vita, che può durare in genere anche diversi anni, e produce larve L1 dette microfilarie: al contrario della maggior parte dei nematodi sono ovovivipari, cioè le uova non vengono emesse all'esterno, ma vengono incubate dalle femmine sino allo sviluppo della larva di primo stadio. Le microfilarie dunque vengono rilasciate ad intervalli regolari nel circolo o, più raramente, direttamente nel derma (ad ex. Onchocerca volvulus): come si può ben intuire, questi intervalli non sono casuali, ma circadiani e corrispondono al periodo di attività del vettore.
A questo punto l'ospite intermedio può ingerire microfilarie direttamente dal circolo o dal derma: questa fase, ricordiamo, non è detto che avvenga subito, ma può richiedere settimane o perfino mesi (ad. ex. 1 anno in W. bancrofti). Le microfilarie così ingerite penetrano l'intestino del dittero e raggiungono l'emocele, dove proseguono il loro sviluppo fino allo stadio di larve infettanti L3. Questo passaggio richiede in genere dai 7 ai 14 giorni e termina con la migrazione nella proboscide o nelle ghiandole salivari dell'insetto, rendendolo così pronto a ricominciare nuovamente il ciclo.